# Metahaven
Metahaven est un studio de design néerlandais basé à Amsterdam, fondé en 2007 par Vinca Kruk (née à Leyde en 1980) et Daniel van der Velden (né à Rotterdam en 1971). Dans son travail singulier, ce studio "utilise le design graphique pour questionner le pouvoir de l'image à l'ère d'Internet". En fonction de ses projets, Metahaven s'entoure d'autres collaborateurs, dont Gon Zifroni, Anna Spierings, Monika Gruzite, Kees de Klein, Solveig Suess, Yee Jin Sha et Michael Oswell. Ils vivent ensemble.

## Biographie

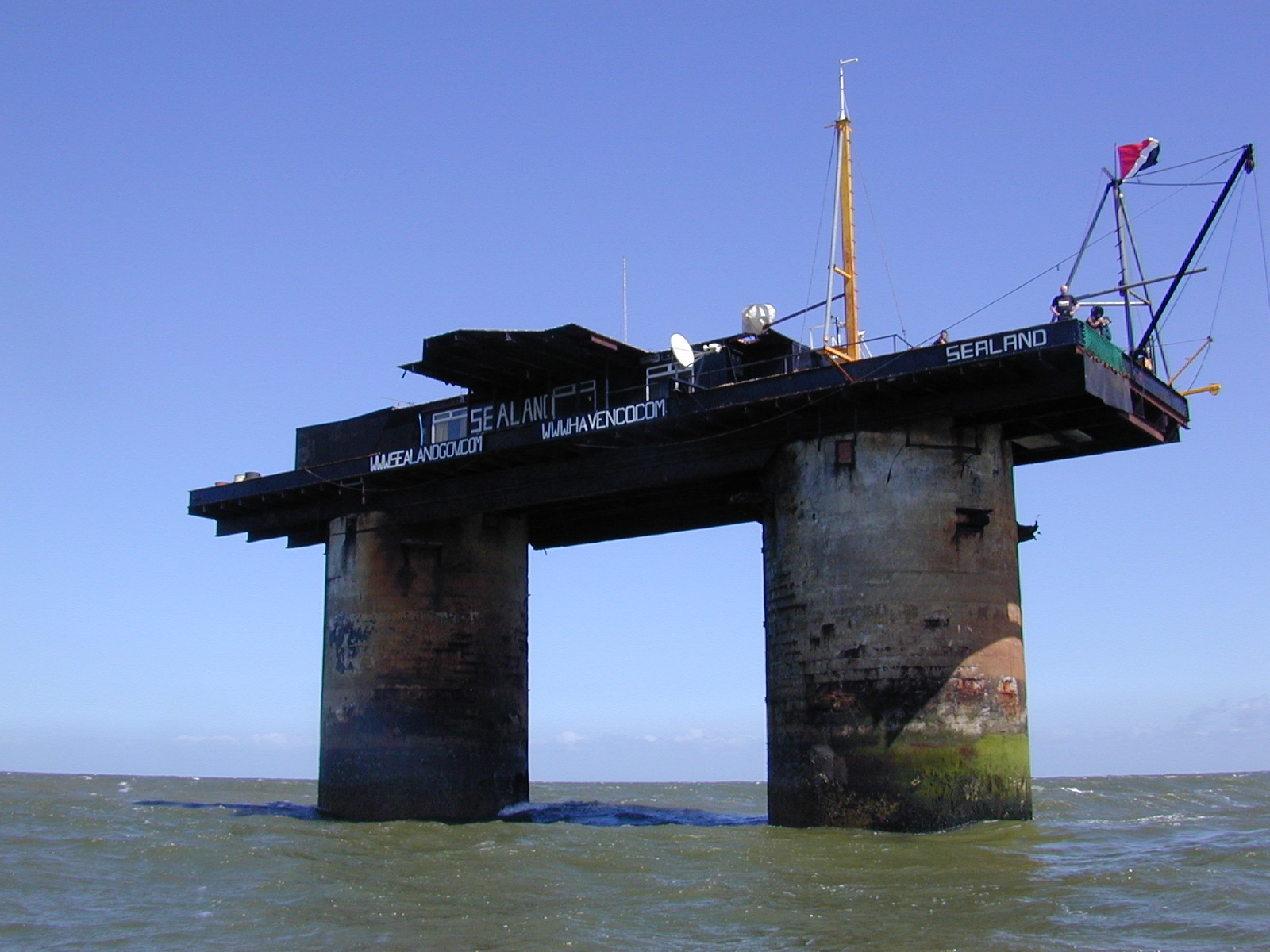
La Principauté de Sealand en 2007

Lors de la fondation de Metahaven, Kruk et van der Velden sont chercheurs à la Jan van Eyck Academie (en), à Maastricht. Ils commencent leur collaboration autour du Sealand Identity Project, un projet de recherche graphique autour de l'identité visuelle de la Principauté de Sealand, une micronation. Les créations de Metahaven comportent des timbres, des pièces de monnaie et un drapeau.
En 2010, Metahaven publie une monographie sur leur travail, intitulée Uncorporate Identity, chez l'éditeur zurichois Lars Müller Publishers.
En 2011, un travail réalisé pour WikiLeaks, sous la forme d'écharpes de soie imprimées, est exposé à la Biennale de design de Gwangju,. Ce support a été choisi pour son jeu avec la transparence et l'opacité.
De janvier à avril 2013, Metahaven présente une exposition individuelle, Islands in the Cloud, au musée MoMA PS1 à New York. L'exposition présente les travaux consacrés à Sealand et à WikiLeaks,.
En 2013, Metahaven participe au 24e Festival international de l’affiche et du graphisme de Chaumont. Leur installation Nomadic Chess: Geography, montrée dans la Chapelle des jésuites, est un damier composé de 32 carrés de tissu imprimé qui "représente les enjeux géopolitiques d'Internet".
De septembre à novembre 2013, une exposition individuelle intitulée Black Transparency est montrée dans l'espace d'art Bureau Europa à Maastricht.

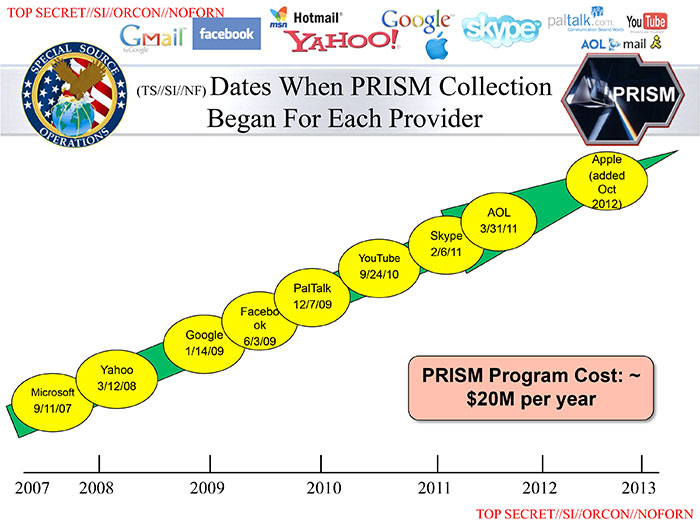
Extrait d'un powerpoint de la NSA comportant des logos d'entreprises du web. Ce langage graphique est l'une des inspirations de Metahaven.

Également en 2013, Metahaven est mandaté par la compositrice Holly Herndon pour créer le graphisme de son album Platform, ainsi que plusieurs vidéos. Dans la vidéo pour la chanson Home, où la musicienne est noyée sous une pluie de logos, Metahaven s'inspire des visuels des documents de la NSA révélés par Edward Snowden.
En 2015, leur projet The Sprawl prend la forme d'un film, montré en décembre 2015 à l'espace Yerba Buena Center For The Arts à San Francisco. Ce travail explore les nouvelles formes de la propagande politique sur les réseaux sociaux.
En 2018, une exposition rétrospective intitulée Metahaven: EARTH, qui revient sur l'ensemble des travaux de Metahaven est montrée au Stedelijk Museum Amsterdam d'octobre 2018 à février 2019. À l'occasion de cette exposition, une monographie intitulée PSYOP est publiée. En parallèle, une exposition intitulée Metahaven: VERSION HISTORY est montrée au Institute of Contemporary Arts à Londres d'octobre 2018 à janvier 2019.

## Œuvres
- Sealand Identity Project[3], projet de recherche autour de l'identité de Sealand.
- Création de supports promotionnels pour Wikileaks, sous forme d'écharpes et t-shirts.
- Nomadic Chess: Geography, installation produite en 2013 dans le cadre du 24e Festival international de l’affiche et du graphisme de Chaumont pour la Chapelle des Jésuites[13]. L'installation est composée de 128 pièces dont 32 carrés de tissu imprimé (130 x 130 cm)[16], dont les motifs s'inspirent de "l'iconographie pop du Web"[1].

### Publications
- Brand States: Postmodern Power, Democratic Pluralism, and Design, e-flux Journal, Issue #1, 2008[18]
- Uncorporate Identity, Lars Müller Publishers, 2010,  (ISBN 978-3-03778-169-2)
- Captives of the Cloud, e-flux Journal, Issue #37, 2012[19]
- Can Jokes Bring Down Governments? Memes, Design and Politics, e-book, Strelka Press, 2013[3].
- Black Transparency. The Right to Know In The Age Of Mass Surveillance, Sternberg Press, 2015[20].
- PSYOP: An Anthology, Koenig Books, 2018,  (ISBN 9783960983620)[21]

### Film et vidéo
- City Rising (2014). Vidéo de 11 minutes, en hommage au projet d'urbanisme New Babylon de l'artiste Constant Nieuwenhuys[22],[23]
- The Sprawl: Propaganda about Propaganda (2015)[24],[15]
- Information Skies (2017). Film de 24 minutes[25].
- Eurasia (Questions on Happiness) (2018)[26]
- Possessed (2018). Film de 67 minutes. Réalisé en collaboration avec Rob Schröder[27].
- Chaos Theory (2021)[24].
- Capture (2022). Film de 40 minutes. Commission de Kunsthall Trondheim, Screen City Biennial et Arts at CERN[28],[29].

## Expositions personnelles (sélection)
- 2008 : CAPC Musée d'Art Contemporain de Bordeaux[30]
- 2013 : Islands in the Cloud, MoMA PS1, du 20 janvier au 21 avril[30],[11]
- 2013 : Black Transparency, Bureau Europa, Maastricht[30]
- 2015 : The Sprawl, Yerba Buena Center For The Arts, San Francisco[15]
- 2018-2019 : Metahaven: EARTH, Stedelijk Museum, Amsterdam[26]
- 2018-2019 : Metahaven: VERSON HISTORY, ICA, Londres[17]

## Expositions collectives (sélection)
- 2010 : Participation à la Biennale Manifesta 8, Murcie (Espagne)[30]
- 2011 : Biennale de design de Gwangju (Corée du Sud), présentation de Transparent Camouflage[9]
- 2011 : Graphic Design: Now In Production, Walker Art Center, Minneapolis[30]
- 2013 : Festival international de Chaumont, création de l'installation Nomadic Chess: Geography[16]
- 2023 : What Is It Like to Be a Bat?, Kunsthalle Mainz. Présentation du film Capture[28].

## Distinctions
- 2013 : Cobra Art Prize[31]